# Frédéric Sy
Pour les articles homonymes, voir Sy.

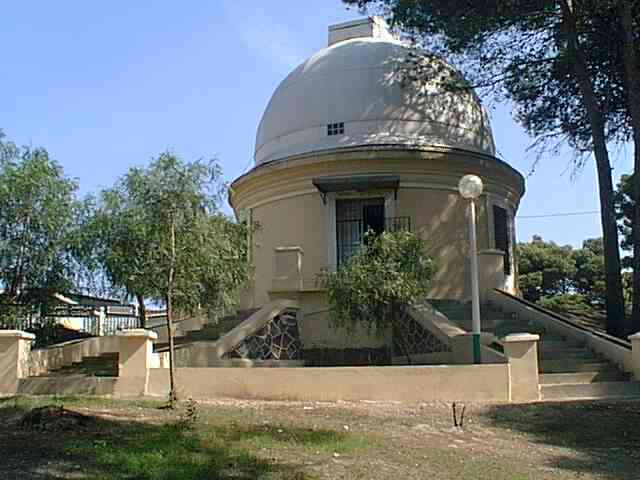

Frédéric Sy est un astronome français né Charles Frédéric Édouard Sy à Paris 9e le 31 janvier 1861 et mort à Caluire-et-Cuire le 7 février 1945.

## Biographie
Veuf en 1893, Sy se remarie l'année suivante à Lyon. Son second mariage nous apprend qu'il habite à cette époque à Bouzareah dans la banlieue d'Alger, où il demeure toujours en 1903, année de la naissance d'un fils.
Il a édité des articles scientifiques entre 1894 et 1918 sur la matière des comètes et des astéroïdes. Il a travaillé à l'observatoire d'Alger et était un collègue de François Gonnessiat. Il a découvert deux astéroïdes baptisés du nom de (858) El Djezaïr (Algérie en arabe) et de (859) Bouzaréah.
L'astéroïde (1714) Sy porte son nom pour lui rendre hommage.
| (858) El Djezaïr | 26 mai 1916    |
| (859) Bouzaréah  | 2 octobre 1916 |